# Audibert-Lavirotte

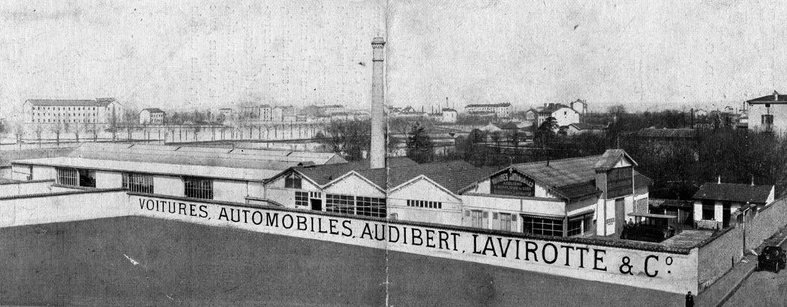
Fabrikgelände

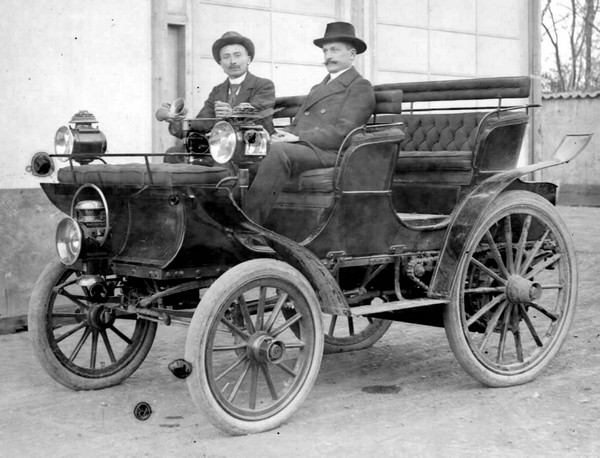
Audibert-Lavirotte Doppelphaeton 1897

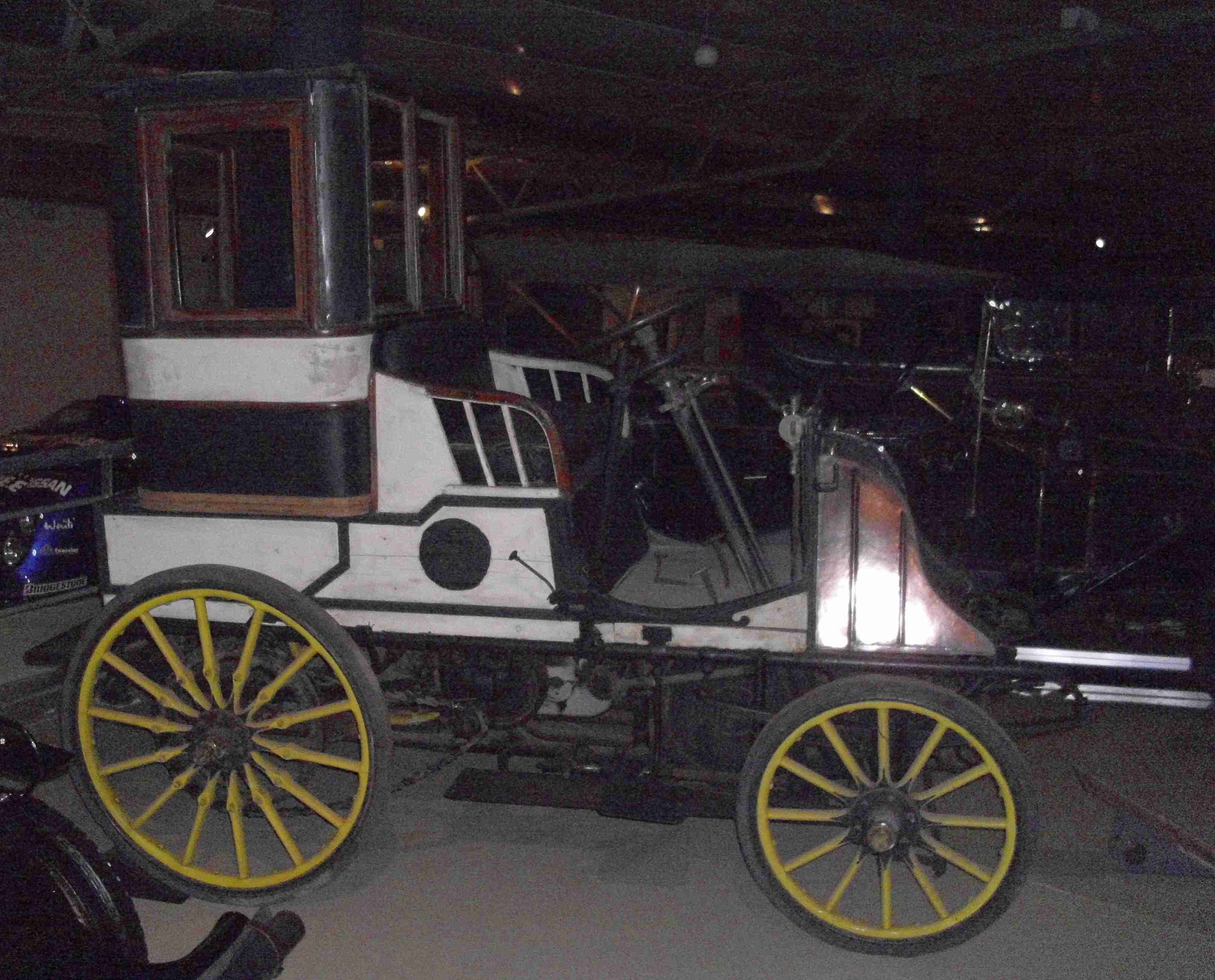
Audibert-Lavirotte von 1901

Audibert & Lavirotte 8 HP Phaeton 1899

Audibert-Lavirotte war ein französischer Hersteller von Automobilen.

## Unternehmensgeschichte
Maurice Audibert und Emile Lavirotte fertigten ab 1894 Automobile nach Kundenauftrag. 1896 gründeten sie in Lyon die Société des Voitures Audibert et Lavirotte und steigerten die Produktion. 1898 erfolgte die Umbenennung in SA des Anciens Établissements Audibert et Lavirotte. 1901 oder 1902 endete die Produktion. Insgesamt entstanden etwa 150 Fahrzeuge. Berliet übernahm das Unternehmen und beschäftigte Emile Lavirotte. Maurice Audibert wechselte zu Rochet-Schneider.

## Fahrzeuge
Das erste Modell mit Heckmotor ähnelte dem deutschen Benz. Es kamen Zweizylinder- und Vierzylindermotoren zum Einsatz. Ab 1900 wurden die Motoren im Bug eingebaut, die Kraftübertragung erfolgte per Kette auf die Hinterachse.

## Erhaltene Fahrzeuge
Ein Fahrzeug dieser Marke ist im Musée des 24 Heures in Le Mans zu besichtigen, ein weiteres im Musée Henri Malartre in Rochetaillée-sur-Saône nahe Lyon.
Ein drittes Fahrzeug befindet sich bei einem Sammler in den Niederlanden. Ein viertes wurde zwischen 1958 und 1960 in Algerien entdeckt, allerdings ist der Verbleib unklar.